# Olivia Nelson-Ododa
Olivia Nelson-Ododa (Lansing, 17 agosto 2000) è una cestista statunitense.

## Carriera
È stata selezionata dalle Los Angeles Sparks al secondo giro del Draft WNBA 2022 (19ª scelta assoluta).

### Nazionale
Con la nazionale statunitense ha disputato i Campionati americani del 2019, conclusi con la vittoria del torneo.

## Palmarès
- McDonald's All-American Game (2018)